# Giuliano Biggi
Giuliano Biggi (Carrara, 5 dicembre 1936) è un allenatore di calcio ed ex calciatore italiano, di ruolo portiere.

## Carriera

### Giocatore
Inizia con l'Ivrea, con cui nella stagione 1959-1960 conquista una promozione in Serie C; dopo altri tre anni in terza serie con la squadra piemontese, l'ultimo dei quali chiuso al sesto posto in classifica. Dopo aver giocato 129 partite di campionato con la squadra piemontese, viene acquistato dal Varese, con cui conquista una promozione in Serie A, e successivamente al Trani, squadra pugliese neopromossa in Serie B per la prima volta nella sua storia. Il primo anno (1964-1965) gioca stabilmente da titolare, mentre il secondo è interrotto da un infortunio (sarà sostituito tra i pali da Domenico Lamia Caputo) che ne comprometterà il prosieguo della carriera. Con la maglia del Trani ha giocato 56 partite, di cui 51 in Serie B.
Il 9 dicembre 1968 debutta in serie D con il Bitonto nella gara interna vinta 1-0 sul Cerignola. Rimarrà con la formazione neroverde fino a fine stagione conquistando la meritata salvezza.
La stagione successiva il Bitonto lo cede al Trani insieme a Francesco Chimenti.

### Allenatore
Negli anni '70 ha allenato per alcune stagioni nel settore giovanile del Trani.

## Palmarès

### Giocatore

#### Competizioni nazionali
- Serie D: 1

Ivrea: 1960-1961
- Serie B: 1

Varese: 1963-1964